# خوسيه لويس يورينتي
خوسيه لويس لورينتي (بالإسبانية: José Luis Llorente)‏ هو لاعب كرة سلة إسباني معتزل. لعب مع منتخب إسبانيا لكرة السلة قرابة 112 مباراة. شارك في مسابقة كرة السلة في الألعاب الأولمبية الصيفية. لعب مع ريال مدريد بالونكيستو واختتم مسيرته مع فريق بالونكيستو فوينلابرادا.

## البطولات
حقق بطولة الدوري الإسباني لكرة السلة مرتين وفاز مرة واحدة بالدوري الأوروبي لكرة السلة وحصد الميدالية الفضية في ألعاب أولمبية صيفية.

## روابط خارجية
- خوسيه لويس لورينتي على موقع الاتحاد الدولي لكرة السلة (الإنجليزية)
- خوسيه لويس لورينتي على موقع الدوري الإسباني لكرة السلة (الإسبانية)
- خوسيه لويس لورينتي على موقع كرة السلة الأوروبية.كوم (الإنجليزية)
- خوسيه لويس لورينتي على موقع ريلجم (الإنجليزية)
- خوسيه لويس لورينتي على موقع بروبوليرز (الإنجليزية)
- خوسيه لويس لورينتي على موقع سبورتس رفرنس (الإنجليزية)
- خوسيه لويس لورينتي على موقع أوليمبيديا (الإنجليزية)